# Bożena Obmińska-Mrukowicz
Bożena Joanna Obmińska-Mrukowicz (Obmińska-Domoradzka) (ur. 1954) – polska weterynarz, dr hab. nauk weterynaryjnych, profesor i kierownik Katedry Farmakologii i Toksykologii Wydziału Medycyny Weterynaryjnej Uniwersytetu Przyrodniczego we Wrocławiu.

## Życiorys
Obroniła pracę doktorską, w 1992 habilitowała się na podstawie rozprawy zatytułowanej Immunomodulujące właściwości dwuetylodwutiokarbaminianu sodowego w warunkach pobudzenia i supresji układu odpornościowego. 30 listopada 2001 nadano jej tytuł profesora w zakresie nauk weterynaryjnych. Została zatrudniona na stanowisku profesora i kierownika w Katedrze Farmakologii i Toksykologii na Wydziale Medycyny Weterynaryjnej Uniwersytetu Przyrodniczego we Wrocławiu.
Jest członkiem Komisji Przyrodniczo-Medycznej z siedzibą we Wrocławiu (Międzywydziałowe Komisje Interdyscyplinarne) Polskiej Akademii Umiejętności, Komitetu Nauk Weterynaryjnych i Biologii Rozrodu na II Wydziale Nauk Biologicznych i Rolniczych Polskiej Akademii Nauk i Zespołu Nauk Rolniczych Polskiej Komisji Akredytacyjnej.
Była profesorem zwyczajnym Katedry Biochemii, Farmakologii i Toksykologii oraz dziekanem Wydziału Medycyny Weterynaryjnej Uniwersytetu Przyrodniczego we Wrocławiu.

## Odznaczenia
- Złoty Krzyż Zasługi (2000)[5]